# Jim Cleamons
Jim Cleamons é um ex-jogador de basquete norte-americano que foi campeão da Temporada da NBA de 1971-72 jogando pelo Los Angeles Lakers.